# Misumenops guianensis
Misumenops guianensis es una especie de araña cangrejo del género Misumenops, familia Thomisidae. Fue descrita científicamente por Taczanowski en 1872.

## Distribución
Esta especie se encuentra en Venezuela, Brasil, Guayana Francesa y Paraguay.